# Mimosa andina
Mimosa andina es una especie de arbusto en la familia de las Fabaceae. Solo se la halla en Ecuador en la Cordillera de los Andes  a una altitud de 1500 - 3000 metros en las provincias de Azuay, Cañar y Chimborazo.

## Taxonomía
Mimosa andina fue descrita por George Bentham  y publicado en Transactions of the Linnean Society of London 30(3): 427. 1875.
Etimología
Mimosa: nombre genérico derivado del griego μιμος (mimos), que significa "imitador"
andina: epíteto geográfico que alude a su localización en la Cordillera de los Andes